# Ziua Națională a Australiei
Ziua Națională a Australiei (sau Ziua Australiei, în engleză Australia Day, anterior denumită Anniversary Day, Foundation Day și ANA Day), este sărbătoarea națională oficială a Australiei. Este sărbătorită în fiecare an în ziua de 26 ianuarie și comemorează sosirea Primei Flote în Golful Sydney în 1788, ridicarea drapelului britanic în acel loc și proclamarea suveranității britanice asupra coastei de est a Australiei.
Ziua Australiei este o sărbătoare publică oficială în toate statele și teritoriile australiene, și este marcată prin decernarea premiilor Ordinul Australiei și Australianul Anului, precum și de cuvântarea primului ministru.
Deși doar după un secol această sărbătoare a fost denumită Ziua Australiei, ziua de 26 ianuarie a fost sărbătorită încă din 1808, guvernatorul Lachlan Macquarie⁠(en)[traduceți] ținând prima sărbătorire a formării coloniei New South Wales în 1818. În 2004, 7,5 milioane de oameni au participat la sărbătorirea Zilei Australiei în toată țara.
Ziua Australiei este contestată ca sărbătoare națională de unii australieni, care consideră acest eveniment ca începutul distrugerii culturii indigene de colonialismul britanic. Comunitatea australienilor indigeni a protestat în mai multe rânduri. În lumina acestor îngrijorări, s-au făcut propuneri de schimbare a datei zilei naționale. Cum în aceeași zi se poate marca și aniversarea Revoltei Romului din 1808, Ziua Australiei poate fi văzută și ca o comemorare a singurei lovituri de stat militare din istoria Australiei.